# 山崎橋 (宇城市)
山崎橋（やまざきはし）は、熊本県宇城市豊野町山崎にある橋である。緑川水系の小熊野川に架かる。
石橋で、長さ25.00m。市重要文化財。歩行者専用。
1831年（天保2年）に架橋された。

## 山崎大橋
国道218号が通り、山崎橋に代わって主要交通路となっている。